# Frédéric Florian
Pour les articles homonymes, voir Florian.
Frédéric Florian (1858-1926) est un dessinateur et graveur sur bois suisse, qui travailla essentiellement à Paris.

## Biographie
Né le 20 février 1858 à Chez-le-Bart, commune de Gorgier, Frédéric Florian est le frère aîné d'Ernest Florian (1863-1914), également graveur.
Les frères Florian produiront de nombreux bois gravés servant à l'illustration de périodiques et d'ouvrages. Frédéric signe parfois « Rognon ». Il interprète entre autres Daniel Vierge. Il est l'auteur régulier des unes de la Revue illustrée et contribue au Harper's Magazine.
Après 1872, Auguste Lepère forme une association de graveurs avec Tony Beltrand, Eugène Dété et Frédéric Florian, signant leurs productions communes « BDF »,.
Sous le nom de Frederick Florian, il expose pour la première fois au Salon des artistes français en 1885, présentant sept bois d'après Lepère, Fernando Tirado, Józef Chełmoński et Giuseppe De Nittis. Il y expose régulièrement jusqu'en 1889. L'année suivante, il devient membre de la Société nationale des beaux-arts, exposant à leur salon de 1890 à 1910, y présentant, ouvre des bois, des aquarelles originales. Durant cette période, il interprète beaucoup Paul Renouard ; il est dit résider au 4 rue du Lunain.
En 1896, il fait partie de l'équipe artistique des éditions fondées par Édouard Pelletan.
Il meurt à Sucy-en-Brie le 20 février 1926.